# NGC 7269
NGC 7269 је спирална галаксија у сазвежђу Водолија која се налази на NGC листи објеката дубоког неба.
Деклинација објекта је - 13° 10' 1" а ректасцензија 22h 25m 46,8s. Привидна величина (магнитуда) објекта NGC 7269 износи 13,7 а фотографска магнитуда 14,5. NGC 7269 је још познат и под ознакама MCG -2-57-5, IRAS 22231-1325, PGC 68841.